# Герман (Анджелич)
Патриа́рх Ге́рман (серб. Патријарх Герман, в миру Григо́рие А́нжелич, серб. Григорије Анђелић; 10 августа 1822, Сремски-Карловци — 26 ноября 1888, Сремски-Карловци) — епископ Карловацкой патриархии, в 1881—1888 годах — её предстоятель с титулом «архиепископ Карловацкий и Патриарх Сербский».

## Биография
Родился в 1822 году в Сремских Карловцах в семье священника Павла Анджелича, клирика соборной церкви и матери Анны, урождённой Шероглич. Отец умер рано, когда Григорию было семь лет. Карловацкую духовную семинарию он окончил в 1845 году совместно с братьями. Григорий готовился к монашеству, а младший Стефан хотел быть женатым священником. После окончания семинарии он сдал в марте 1846 года экзамен на звание адвоката.
В 1846 году он поступил в митрополичью канцелярию в Карловцах. В 1847 году он уходит в Монастырь Гргетег, где становится послушником. 12 мая 1848 года епископом Горнокарловацким Евгением (Йовановичем) был рукоположен в сан диакона. 20 мая 1848 года в монастыре Гргетег архимандритом Прокопием (Ивачковичем) был пострижен в монашество.
Когда церковная община в Триесте, обратилась к митрополиту Иосифу (Раячичу) в 1848 году с просьбой направить им диакона, выбор пал на иеродиакона Германа. Отправив им иеродиакона Германа, Иосиф (Раячич), теперь уже Патриарх, он сказал, что: «Молодой диакон на сербском, славянском, немецком и латинском языках и отчасти по венгерски говорит. Он не только семинарию здесь, в Карловцах, но и философию и право в другие местах с похвальным успехом окончил, даже и адвокатскую цензуру прошёл».
Будучи диаконом храма святого Спиридона в Триесте, он также два года занимал должность преподавателя в местной школе при церковной общине. С 1850 до 1866 года он был профессором, а также ректором Карловацкой духовной. В 1853 году он был возведён в сан архидиакона. В 1858 году он стал нотариусом Консистории, а в 1858 году был награжден достоинством синкелла. Три года спустя, в 1861 году, он стал протосинкеллом и, наконец, в 1864 году настоятелем Монастыря Гргетег в сане архимандрита.
После смерти епископа Бачского Платона (Атанацковича) 9 апреля 1867 года он стал мандатором, а затем администратором Бачской епархии. Когда жители Триеста завершили строительство своего нового храма, они позвали в 1869 году Патриарх Самуила (Маширевича) чтобы освятить храм. «От имени патриарха прибыл освятить церковь архимандрит Герман Анджелич, который двадцать лет до этого служил даконом в Тресте и произносил ектении у старой и малой церкви святого Спиридона».
В том же году архимандрит Герман был избран епископом Бачским. Когда 7 января 1870 года скончался Патриарх Самуил (Маширевич), из-за длительного вдовства патриаршего престола, новоизбранного епископа Бачского, рукоположили только 11 августа 1874 года. Хиротонию возглавил новый Патриарх Прокопий (Ивачкович).
11 декабря 1879 после австрийский власти вынудили уйти Патриарха Прокопия на покой, а епископ Герман был назначен администратором Карловацкой митрополии. Никто в митрополии не одобрил этот шаг. После смерти патриарха 11 мая 1881 года церковно-народный собор избрал Предстоятелем Церкви епископа Горно-Карловацкого Феофана (Живковича), величайшего сербского проповедника XIX века, за которого было отдано 53 голоса. Но австрийские власти утвердили патриархом епископа Германа, получившего при голосовании всего 11 голосов, что вызвало значительное недовольство в сербском народе и клире.
За время своего Патриаршества дал из личных средств стипендий, пенсий и милостыни на сумму более 60 тысяч форинтов, вместе с братом Стефаном — 162,5 тысяч форинтов на строительство здания гимназии в Сремский Карловцах. Но, тем не менее, он оставался на редкость непопулярным. Народ никогда не мог забыть, каким образом он заполучил на престол Арсеня III и Арсения IV. Этому также способствовало его враждебное отношение к архимандриту Илариону (Руварцу), которого он изгнал из Сремских Карловцев в монастырь Гргетег.
Когда он умер, он оставил своего брата Стефана в аманете, чтобы построить очень респектабельное здание для гимназии и семинарии в Карловцах; в то время как он оставил 40 000 крон в епархиальном фонде для вдов священников и 60 000 крон для пенсионного фонда профессоров Карловацкой гимназии.